# El mundo perdido (videojuego)
El mundo perdido / People from Sirius es un videojuego del tipo videoaventura para los ordenadores de 8 bits Sinclair ZX Spectrum y MSX. 
El juego se publicó primero en el Reino Unido como People from Sirius en 1987, bajo el sello U.S. Gold pero distribuido en exclusiva junto a la revista Your Sinclair (es decir, no se había vendido en las tiendas por separado). En España es comercializada por Topo Soft en 1988, que cambia el nombre, la portada y la música, además de versionarlo para MSX.
El argumento nos traslada a la situación en la que un joven arqueólogo decide investigar una caverna inexplorada en una expedición buscando vestigios del pasado. El descubrimiento es que se encuentra con los restos de una serie de civilizaciones, entre ellas la del planeta Sirius, a miles de años luz de nuestro planeta se encontraban en un nivel de desarrollo tecnológico muy superior a todo lo conocido. Los del planeta Sirius enviaron a la Tierra una nave de exploración con el fin de establecer una base de investigación. Como lugar de instalación del complejo se eligió una profunda y escondida caverna, mientras que la nave quedó camuflada en una especie de pantalla que la hacía invisible a los ojos de un humano e incluso a cualquier tipo de radar.
Los hombres y la raza de Sirius tuvieron una colaboración que duró miles de años pero ocurrió la peor de las desgracias. Los componentes de la expedición del planeta Sirius  fueron atacados por un virus inocuo para los humanos pero mortal para los alienígenas.
La computadora central de la nave desarrolló una Máquina de la Vida capaz de resucitar a sus tripulantes. Sus circuitos no estaban en perfectas condiciones y los alienígenas resucitados resultaron ser unos peligrosos mutantes extremadamente malvados que en nada recordaban a los sabios y pacíficos habitantes de Sirius.
La computadora, desesperada e impotente para resolver la situación, decidió cerrar automáticamente las compuertas de la cueva y evitar así la salida de aquellos terribles seres al exterior. 
El arqueólogo tiene como misión salir de la cueva, por lo que debe encontrar las 5 partes de una llave con la que poder acceder a la nave alienígena, abrir las puertas de la cueva y salir. A lo largo de su periplo podrá equiparse con un arma estilo bazoca que puede recargar en diversas lugares del mapeado del juego.
El juego contiene gran cantidad de pantallas, sin scroll y con un movimiento lento. El desarrollo es adictivo sin tener excesiva dificultad.

## Autores
- Programación Spectrum: Mauro Spagnolo y Vania Villa (ambos italianos)
- Música versión española: César Astudillo (Gominolas)
- Carátula: Alfonso Azpiri